# Bischofswerda
Bischofswerda là một đô thị ở huyện Bautzen, bang Sachsen, Đức. Đô thị Bretnig-Hauswalde có diện tích 46,26 km², dân số thời điểm ngày 31 tháng 12 năm 2006 12.732 là người.

## Địa lý
Thị trấn có cự ly 33 km về phía đông Dresden tại rìa núi Thượng Lusatia. Thị trấn được mệnh danh là "cửa ngõ vào Thượng Lusatia" - "Tor zur Oberlausitz" trong tiếng Đức. Thị trấn cách thủ phủ Bautzen 18 km về phía tây. Großdrebnitz là một trong những khu phố của nó. Sông Wesenitz chảy qua Bischofswerda.